# Владиславская волость
Владисла́вская во́лость — административно-территориальная единица в составе Феодосийского уезда Таврической губернии.
Образована в 1860-х годах, в результате земской реформы Александра II, в основном, из селений бывшей Агерманской волости. Располагалась в центральной части уезда, занимая Акмонайский перешеек и прилегающие с запада земли.

## Состояние на 1887 год
Первые полные сведения о волости содержатся в «Памятной книге Таврической губернии 1889г», составленной по результатам Х ревизии 1887 года. Было учтено 52 населённых пункта, в которых проживало 7 494 человека. Национальный, или конфессиальный состав в «Памятной книге…» не отражён, как нет и упоминаний о статусе поселений.

## Состояние на 1892 год
Волость, с небольшими изменениями — скорее, естественного происхождения, как-то, возникновение новых и запустение старых поселений (также южная часть отошла к Таракташской волости) была сохранена в результате земской реформы 1890-х годов. По «…Памятной книжке Таврической губернии на 1892 год» в волости числилось 67 населённых пунктов (или 68, поскольку Петровку и Тамбовку считали иногда как одно, а иногда как 2 села). 48 из них — населённых и 19 селений, официально жителей и домохозяйств не имеющих. Всего население составило 5 623 жителя.
Кроме того в 19 деревнях жителей и домохозяйств не числилось

| - Асанбай - Власенка - Джанкой - Джанкой (болгарский) - Джантора - Ерчи (русский) - Кобек | - Кончи-Кият - Корк-Кирей - Коясан (болгарский) - Кринички - Кузетчи - Надежда | - Саткин - Сеит-Эли - Тама - Чечен-Юрт - Эсен-Эли - Япунджа |

Также имелась Шиклинская станция (видимо, почтовая), в которой жителей и домохозяйств не числилось.

## Состояние на 1902 год
В 1902 году, согласно «…Памятной книжке Таврической губернии на 1902 год», население составило 7470 человек. В волость входило 1 село Владиславка с населением 648 человек и 52 деревни (реально 53, поскольку Петровку и Тамбовку учитывали, как одно селение).

## Волость в 1915 году
Согласно Статистическому справочнику Таврической губернии. Ч.II-я. Статистический очерк, выпуск седьмой Феодосийский уезд, 1915 год в волости числилось 13 сёл:

| - Аджигал - Аппак - Байбуга Ближняя - Байбуга Дальняя - Байгоджа - Байрач (вакуф) | - Владиславка - Генический-Кут - Камыши Ближние - Камыши Дальние - Киянловский Кут - Чалык - Шубино-Байгоджа |

Деревень было 38:

| - Акмонай - Арабат - Арма-Эли - Базалак - Барак - Бахче-Эли - Джанкой (Аппак-Джанкой) - Джантора - Ерчи - Карагоз - Киет - Кият - Кой-Асан русский | - Кой-Асан татарский - Колеч-Мечеть - Коп-Отуз - Карпечь - Кошай - Минирали-Шибань - Насыр - Ново-Михайловка - Ново-Николаевка - Ново-Покровка - Ортай (вакуф) - Парпачи - Петровка | - Розальевка - Сарыголь - Седжеут-Джага - Сеит-Асан - Сеит-Эли - Сеткин - Тамбовка - Тере (Терчи) - Тулумчак - Унгут - Харцыз-Шибань - Шеих-Элли |

Также числились 2 колонии — Огуз-Тобе и Семисотка, солдатский посёлок Харцыз-Шибань, 36 хуторов — Алибай и Алибай (вакуф), 2 Арабат, Арма-Эли, Байбуга, Бережного, Ботегеч, Джанкой, Коп-Отуз, Джантора, Киянловский остров, Климова, Коваленко, 2 Кой-Асан, Косова, Неживенко И., Николаенко (бывший Москаленко), Потоман М., Рожковой Елены, Семененко У., Семёновский кут, Ситниченко Гликерии, Тарановка, Тисличенко Ф., Чебаненко А., Чонгарский кут, Кринички, Седжеут и 7 хуторов Эссен-Элли; 3 экономии — Арма-Эли, Джамчи и Седжеут, 10 имений: Байрач-Отар, Бахчи-Эли, 2 имения Джолтак, Кокей, Отарчик, Парпач, Парпачи, Чалык и Эссен-Элли. В состав ещё входили урочища, Счастливцево Чокрак, Валок и Геническое, 8 соляных промыслов Крыма и Шакая, соляной промысел А. Комена и промысел Ближняя засу́ха — всего 120 различных объектов с общим населением 7364 человек приписных жителей и 9066 — «посторонних».
Волость существовала до упразднения волостной системы постановлением Крымревкома от 8 января 1921 года.